# Lukas Prokop
Lukas Prokop (* 26. April 1999 in Wien) ist ein ehemaliger österreichischer Fußballspieler.

## Karriere
Prokop begann seine Karriere beim FK Austria Wien. Bei der Austria durchlief er fortan sämtliche Altersstufen. Zur Saison 2016/17 rückte er in den Kader der Amateure auf, wurde in dieser Saison allerdings noch nicht für diese eingesetzt.
Im Oktober 2017 debütierte er schließlich in der Regionalliga, als er am 15. Spieltag der Saison 2017/18 gegen den FC Karabakh Wien in der Startelf stand. Zu Saisonende stieg er mit Austria II in die 2. Liga auf.
Sein Debüt in der zweithöchsten Spielklasse gab er im Juli 2018, als er am ersten Spieltag der Saison 2018/19 gegen die Kapfenberger SV in der 55. Minute für Stefan Sulzer eingewechselt wurde. In drei Zweitligaspielzeiten mit den Violets kam er zu 75 Zweitligaeinsätzen, in denen er ein Tor erzielte.
Zur Saison 2021/22 wechselte er zum Bundesligisten SCR Altach, bei dem er einen bis Juni 2023 laufenden Vertrag erhielt. Für Altach absolvierte er insgesamt acht Partien in der Bundesliga. Im Jänner 2023 wechselte er zum Regionalligisten DSV Leoben. Für Leoben spielte er bis Saisonende 14 Mal in der Regionalliga, mit dem Klub stieg er in die 2. Liga auf.
Nach dem Aufstieg blieb Prokop aber in der Regionalliga und schloss sich zur Saison 2023/24 dem SK Vorwärts Steyr an, den er in der Winterpause 2024/25 wieder verließ. Nur wenige Tage nach seinem Comeback in einem Freundschaftsspiel Ende Jänner 2025, das sein erstes Spiel nach einer mehrmonatigen Knieverletzung war, verkündete Prokop sein Karriereende als Aktiver. Er löste seinen Vertrag einvernehmlich auf, veränderte sich beruflich und zog nach Graz.

## Persönliches
Sein Bruder Dominik (* 1997) ist ebenfalls Fußballspieler.